# Lucas Torreira
Lucas Sebastián Torreira Di Pascua (Fray Bentos, 11 de fevereiro de 1996) é um futebolista profissional uruguaio que atua como centrocampista. Atualmente joga no Galatasaray.

## Carreira

### Pescara
Lucas Torreira começou a carreira no Pescara.

### Sampdoria
Torreira teve um ótimo começo no futebol italiano jogando pelo Pescara, contudo seu brilho foi mais reluzente em Gênova jogando pela Sampdoria onde fez 74 jogos, entre 2016 e 2018, com quatro gols e uma assistência.

### Arsenal
Em 10 de julho de 2018, a Sampdoria confirmou a venda de Torreira aoArsenal, por 26 milhões de euros.
Torreira chegou como titular absoluto da função e manteve-se, assim, por mais uma temporada, até começar a sofrer com algumas pequenas lesões assim acabou preterido pelos Gunners que decidiu emprestá-lo, contudo nunca mais jogou pelo time de Londre encerrando sua passagem com  89 partidas pelos Gunners.

### Atlético de Madrid
Encerrou sua passagem em terras madrilenhas, onde disputou 26 encontros oficiais no último ano e marcou apenas um gol. Ainda assim, conquistou o troféu de La Liga com os colchoneros.

### Fiorentina
Em 25 agosto 2021 a Fiorentina anunciou a contratação de Lucas Torreira, por uma temporada ele foi emprestado pelo Arsenal, pela quantia de 1,5 milhões de euros o contrato com a Viola prevê uma opção de compra ao final da temporada, fixada em € 15 milhões.
Torreira encerrou sua passagem na Fiorentina onde impressionou em suas 31 aparições na Serie A sob o comando de Vincenzo Italiano.

### Galatasaray
O Galatasaray, uma das principais equipes do futebol da Turquia, anunciou em 8 de agosto de 2022 a contratação de Lucas Torreira o mesmo assinou por quatro temporadas com o emblema turco e vai receber um vencimento de 2,75 milhões de euros por época.

## Seleção Uruguaia
Em 2 de junho de 2018, Torreira foi convocado por Oscar Tabárez para defender a Seleção Uruguaia na Copa do Mundo FIFA de 2018.

## Títulos
Arsenal
- Copa da Inglaterra: 2019–20

Atlético de madrid
- Campeonato Espanhol: 2020-21

Galatasaray
- Süper Lig: 2022–23, 2023–24 e 2024–25
- Copa da Turquia: 2024–25
- Supercopa da Turquia: 2023